# Nevelsk
Nevelsk (ryska Невельск, japanska Honto 本斗) är en hamnstad i Sachalin oblast i Ryssland. Den ligger på Sachalins sydvästkust 123 kilometer från Juzjno-Sachalinsk. Folkmängden uppgår till cirka 10 000 invånare.

## Historia
De första ryska bosättarna grundade en by på denna plats 1789. Kurilerna blev föremål för både ryssarnas och japanernas intresse och södra Kurilerna överfördes genom ett fördrag 1855 i japansk regim. Orten fick namnet Honto.
Området blev ryskt 1875 och sedan japanskt igen efter rysk-japanska kriget (1904-1905). Sachalins första isfria hamn byggdes här 1916-1927. Efter andra världskriget kom staden i sovjetisk ägo. Stadsrättigheter erhölls 1947 och staden fick då sitt nuvarande namn, efter den ryske amiralen Gennady Nevelskoj (1813-1876).

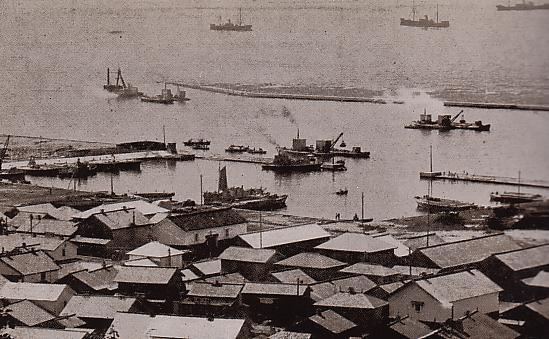
Nevelsk före 1945.